# Анні Фішер
Анні Фішер (угор. Fischer Annie; 5 липня 1914 — 10 квітня 1995) — угорська піаністка єврейського походження, одна з перших угорських геніальних піаністів-вундеркіндів.

## Біографія
Анні Фішер народилася 5 липня 1914 року. Її батьки виявили талант у ранньому віці, коли вона почала грати на фортепіано, почувши гру сусіда за стіною, який був учителем по фортепіано. Анні почала свою музичну кар'єру як обдарована піаністка. У віці 10 років вона дебютувала з концертом Бетховена № 1 до мажор. Через два роки грала Моцарта і Шумана в Цюриху.
Навчалася у Музичній академії Ференца Ліста, вчилася у Арнольда Секей та Ернст фон Донаньї. У 14 років її незвичайний талант був визнаний.
У 1933 році вона стала лауреатом Міжнародного фортепіанного конкурсу імені Ліста в Будапешті. Відтоді молоду піаністку стали запрошувати грати на найбільших концертних майданчиках практично в кожному великому місті Європи.
У 1937 році Анні Фішер вийшла заміж за Аладара Тота, який був на 15 років старший за неї. Аладар був впливовим критиком і журналістом провідних сучасних угорських газет «Pesti Naplo» і «Nyugat». Він стежив за кар'єрою Анні і регулярно публікував статті про неї, аж до їхнього весілля. Історія їхнього роману нагадує сюжет фільму. Спочатку критик став другом сім'ї і мати Анні попросила Тота, щоб він супроводжував її дочку в концертному турі. У цій поїздці вони покохали один одного і їхня любов тривала до самої смерті.
Під час Другої світової війни Анні з чоловіком жили у Швеції і лише у 1946 році повернулися в Будапешт. Почала викладати у Вищій музичній школі імені Ліста і в 1965 році отримала звання професора. Аладар Тот став директором Угорського державного оперного театру, і займав це місце до 1956 року. У цей період він докладав усіх зусиль для відродження угорської музичної культури. Анні Фішер в цей час гастролювала по країні і світу, де давала велику кількість концертів. Вона була почесним гостем в концертних залах Англії, Нідерландах, Франції, Швейцарії та Японії.
Якщо судити з імен композиторів, то репертуар Анні Фішер не дуже широкий. Вона обмежує себе майже виключно шедеврами класики і романтики. Виняток становлять, мабуть, лише деякі твори Дебюссі і музика її співвітчизника Бела Бартока (Фішер була однією з перших виконавиць його Третього концерту). Особливо вдаються їй твори великої форми — концерти, сонати, варіаційні цикли. Центральне місце в її репертуарі займають твори Моцарта, Бетховена і Шумана, але при цьому вона рівною мірою віртуозно виконує твори Шопена, Шуберта і Брамса.

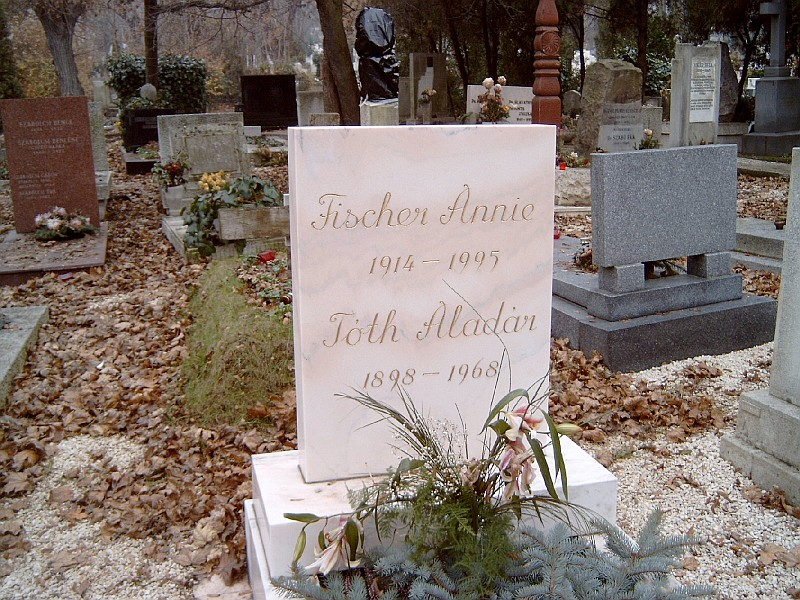

Починаючи з 1977 року, вона витратила 15 років на роботу в студіях, працюючи над записом всіх сонат Бетховена, — циклу, який так і не випустила за життя. Однак після смерті Анні Фішер багато частин цієї роботи стали доступні слухачам і отримали високу оцінку серед поціновувачів класичної музики.
Померла 10 квітня 1995 року, похована поруч зі своїм чоловіком на цвинтарі Фаркашреті в Будапешті.

## Нагороди
Серед нагород Фішер — 3 премії Кошута (1949, 1955, 1965 роки). Незадовго до своєї смерті — 10 квітень 1995 року — вона отримала в Будапешті престижну премію за заслуги перед угорської республікою «Magyar Köztársasági Érdemrend középkeresztje».(угор.)